# فيروسات شبيهة-PhiH
فيروسات شبيهة-PhiH (بالإنجليزية: PhiH-like viruses)‏ هو جنس فيروسات من فصيلة الفيروسات العضلية ضمن رتبة الفيروسات الذنبية.